# Kalina Malina
Pour les articles homonymes, voir Malina.
 (novembre 2024).
Raina Ivanova Radeva-Mitova (bulgare : Райна Иванова Радева-Митова ; 1898-1979), plus connue sous le pseudonyme de Kalina Malina, était une écrivaine bulgare de littérature jeunesse et traductrice. Elle est l'auteure d'environ 50 livres pour enfants et a écrit le premier roman jeunesse bulgare, Златно сърце (Cœur d'or, 1929), ainsi que deux autres romans. Son œuvre a marqué la littérature pour enfants en Bulgarie au début du XXe siècle.

## Biographie
Née à Sofia, Raina Ivanova Radeva-Mitova commence des études à la faculté d'Histoire et de Philologie de l'Université de Sofia, mais est contrainte de les interrompre en raison de difficultés financières. En 1918, elle travaille comme enseignante à Etropole, puis en 1921, elle termine le Cours supérieur pédagogique dans sa ville natale. Elle exerce ensuite le métier d'enseignante à Sofia de 1921 à 1935.
Raina Ivanova Radeva-Mitova a participé à la rédaction du Вестник на жената (Vesknik na jennata, Le Journal de la Femme) et du Литературен глас (Literaturen glas, Voix Littéraire). Elle a été rédactrice des journaux pour enfants Въздържателче (Vâzdržateltche, Petit Abstenant), Пътека (Pâteka, Sentier) et Градинка (Gradinika, Petit Jardin) de 1936 à 1942. Elle a également collaboré avec les revues pour enfants Звънче (Zvântche, Petit Clocher), Росица (Rositsa), Светулка (Svetulka, Luciole), Септемврийче (Septemvriytche, Petit Septembre) et d'autres.
Elle écrit des poèmes, des contes, des histoires, des pièces de théâtre et des romans pour enfants, ainsi que des nouvelles pour adultes. Elle traduit également des œuvres littéraires du français et du russe.
Elle a été lauréate du prix national "Petko R. Slaveykov" en 1977.
Elle était mariée au critique littéraire Dimităr B. Mitov.
Elle est décédée le 4 janvier 1979 à l'âge de 80 ans à Sofia.

## Hommage
Le nom de Raina Ivanova Radeva-Mitova est attribué à une rue à Sofia ainsi qu'à des jardins d'enfants à travers la Bulgarie.
En son honneur, un prix littéraire national a été créé à Novi Pazar.

## Œuvres
Romans
- Златно сърце (Zlatno sărce ou Cœur d'or, 1929), le premier roman jeunesse bulgare.
- Искам да стана учител (Iskam da stana učitel ou Je veux devenir enseignant, 1952).

Recueils de poèmes
Parmi les recueils de poèmes contenant des œuvres de Kalina Malina, on trouve :
- Кавалче (Kavalche, 1928)
- О. Смехорани (O. Smehorani)
- Моряче (Moryatche)
- Преди, преди, вретенце (Predi, predi, vretentse, 1930)
- Малките житни зрънца (Malkite jitni zrıntsa)
- Обичам (Obicham)
- Дядовото магаренце (Dyadovoto magaren'tse, illustrations de Vadim Lazarkevitch, 1938)
- Дружна игра (Druzhna igra, 1953)

Recueils de récits pour adultes
- Pровинциални сенки (Provintsialni senki ou Ombres provinciales, 1936)
- Планинецът (Planinetsat ou Le Montagnard, 1943)

## Sources
1. 1 2 3 4  https://www.bukvite.bg/colon.php?id=479
2. 1 2 3 4  https://www.biblioteka-bulgaria.bg/kalina-malina-glasat-na-detstvoto/